# 오버볼파흐

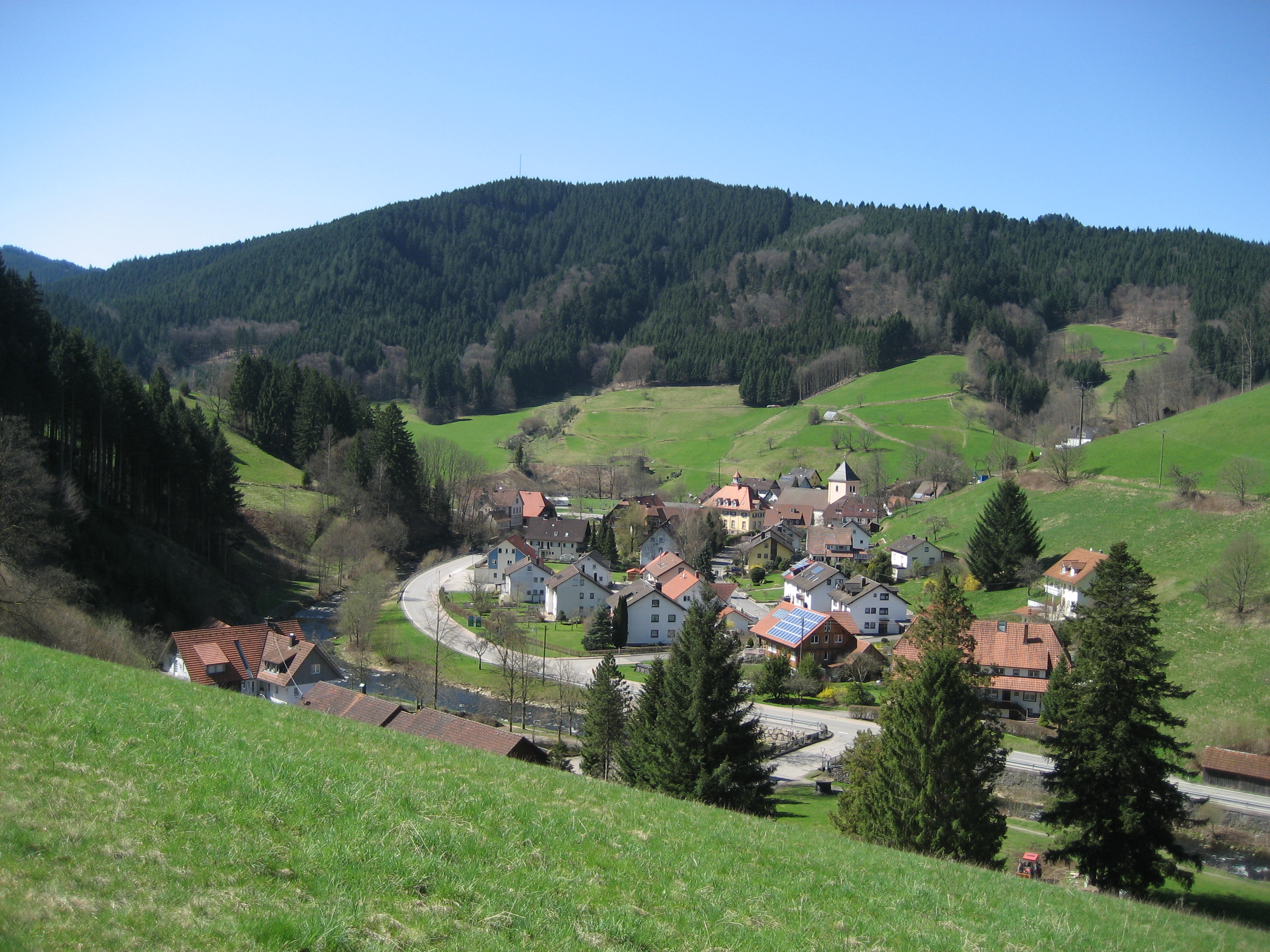

오버볼파흐(독일어: Oberwolfach)는 독일 바덴뷔르템베르크주 오르테나우군에 있는 마을이다. 오버볼파흐 수학 연구소가 소재한 곳으로 잘 알려져 있다.

## 지리
오버볼파흐는 킨치히강의 지류인 볼프강에 있는 중앙 슈바르츠발트의 해발 270~948m 사이에 있다.